# Zaboli
Zaboli (perski: زابلي) – miasto w Iranie, w stanie Sistan i Beludżystan. Z zebranych informacji z 2006 roku, Zaboli liczyło 7672 mieszkańców.